# Ordre de bataille des armées aux Quatre-Bras
Les unités et les commandants suivants ont combattu dans la bataille des Quatre Bras le 16 juin 1815. Les nombres qui suivent chaque unité représentent l'effectif approximatif de cette unité : Off indique Officiers, hom indique Hommes de troupe, liv indique livres, pc indique pouces, ob indique Obusier.

## L'Armée anglo-alliée

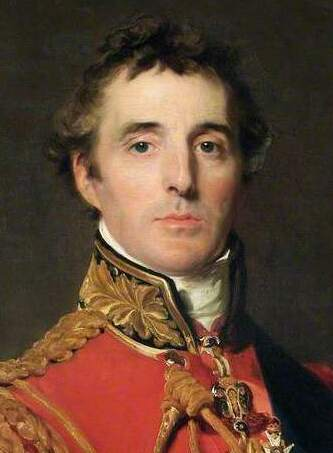
Lord Arthur Wellesley, duc de Wellington

Le Field marshal Arthur Wellesley, Duc de Wellington

### Grand Quartier Général et Régiments de soutien
Major Général S.A.R Prince Guillaume d'Orange G.C.B.
| Unité                              | Commandant                                                 | Effectif         | Tués        | Blessés      | Disparus    |
| ---------------------------------- | ---------------------------------------------------------- | ---------------- | ----------- | ------------ | ----------- |
| Quartier Général                   | Field Marshal Sir Arthur Wellesley, 1st Duke of Wellington | 150 off 1231 hom | 0 off 0 hom | 2 off 0 hom  | 0 off 0 hom |
| 'État-major'                       | Colonel Sir William Howe De Lancey K.C.B                   | 83 off 9 hom     | 7 off 0 hom | 22 off 0 hom | 0 off 0 hom |
| 'Personnel médical'                | Inspecteur Sir James Robert Grant M.D.                     | 39 off 0 hom     | 0 off 0 hom | 7 off 0 hom  | 0 off 0 hom |
| 'Corps d'Artillerie'               | Colonel Sir George Adam Wood (en) Kt                       | 15 off 10 hom    | 0 off 0 hom | 0 off 0 hom  | 0 off 0 hom |
| 'Train'                            | Lieutenant Colonel Thomas Aird (en)                        | 12 off 266 hom   | 0 off 0 hom | 0 off 0 hom  | 0 off 0 hom |
| 'Royal Corps of Artillery Drivers' | Major Neil Turner                                          | 13 off 1212 hom  | 0 off 0 hom | 0 off 0 hom  | 0 off 0 hom |

### IerCorps
| Unité                                                                             | Commandant                                                                                           | Effectif                                     | Tués           | Blessés         | Disparus      |
| --------------------------------------------------------------------------------- | --- | -------------------------------------------- | -------------- | --------------- | ------------- |
| Ier Corps                                                                         | Major General SAR Prince Guillaume d'Orange G.C.B. (Prins Willem van Oranje)                         | 798 off 17,325 hom, 41 canons                | 13 off 214 hom | 46 off 1266 hom | 1 off 224 hom |
| 'Quartier-maître-général'                                                         | Major-Général Jean-Victor de Constant-Rebecque                                                       | 20 off 126 hom                               | 1 off 0 hom    | 8 off 0 hom     | 0 off 0 hom   |
| 1er Division                                                                      | Major-General George Cooke                                                                           | 175 off 4155 hom                             | 5 off 45 hom   | 9 off 507 hom   | 0 off 0 hom   |
| ' 1er Brigade'                                                                    | Major-General Peregrine Maitland                                                                     | 78 off 1901 hom                              | 5 off 43 hom   | 9 off 491 hom   | 0 off 0 hom   |
| 2e Bataillon, 1er Régiment de Ligne de Gardes                                     | Lieutenant Colonel Henry Askew (en)                                                                  | 35 off 919 hom                               | 2 off 23 hom   | 4 off 256 hom   | 0 off 0 hom   |
| 3e Bataillon, 1er Régiment de Ligne de Gardes                                     | Lieutenant Colonel the Honorable William Stewart                                                     | 40 off 982 hom                               | 2 off 20 hom   | 5 off 235 hom   | 0 off 0 hom   |
| ' 2e Brigade'                                                                     | Major-General Sir John Byng (1er comte de Strafford)                                                 | 79 off 1939 hom                              | 0 off 0 hom    | 0 off 7 hom     | 0 off 0 hom   |
| 2e Bataillon, Régiment de Ligne Coldstream Guards                                 | Lieutenant-Colonel James Macdonell (en)                                                              | 36 off 896 hom                               | 0 off 0 hom    | 0 off 0 hom     | 0 off 0 hom   |
| 2e Bataillon, 3rd Régiment de Ligne Scots Guards                                  | Lieutenant Colonel Francis Hepburn (en)                                                              | 40 off 1043 hom                              | 0 off 0 hom    | 0 off 7 hom     | 0 off 0 hom   |
| 'Artillerie'                                                                      | Lieutenant-Colonel Steven Galway Adye                                                                | 14 off 401 hom                               | 0 off 2 hom    | 0 off 9 hom     | 0 off 0 hom   |
| Batterie de Sandham, Art. à Pied, Brigade R.A.                                    | Captain Charles Frederik Sandham (en)                                                                | 5 off 99 hom, 5x9–liv. canons 1x5.5 pc ob.   | 0 off 2 hom    | 0 off 9 hom     | 0 off 0 hom   |
| Batterie de Kuhlmann KGLHA, King's German Legion                                  | Captain Heinrich Jacob Kuhlmann                                                                      | 8 off 302 hom 5x9–liv. canons 1x5.5 pc ob.   | 0 off 0 hom    | 0 off 0 hom     | 0 off 0 hom   |
| 3e Division                                                                       | Lieutenant-General Count Sir Karl von Alten K.C.B. (Charles Alten)                                   | 318 off 5173 hom                             | 5 off 115 hom  | 26 off 434 hom  | 1 off 6 hom   |
| '5e Brigade'                                                                      | Major-General Sir Colin Halkett K.C.B.                                                               | 173 off 2059 hom                             | 5 off 62 hom   | 15 off 248 hom  | 0 off 0 hom   |
| 2e Bataillon, 30e Régiment de Ligne (Cambridgeshire)                              | Lieutenant Colonel Alexander Hamilton (en)                                                           | 51 off 579 hom                               | 0 off 5 hom    | 2 off 28 hom    | 0 off 0 hom   |
| 33e Régiment de Ligne (1st Yorkshire West Riding)                                 | Lieutenant-Colonel William George Keith Elphinstone                                                  | 41 off 514 hom                               | 3 off 16 hom   | 7 off 67 hom    | 0 off 0 hom   |
| 69e Régiment de Ligne (South Lincolnshire; drapeau perdu}                         | Lieutenant-Colonel Charles Morice                                                                    | 38 off 495 hom                               | 1 off 37 hom   | 3 off 109 hom   | 0 off 0 hom   |
| 2e Bataillon, 73e Régiment de Ligne (Perthshire)                                  | Lieutenant-Colonel William George Harris (en)                                                        | 39 off 471 hom                               | 1 off 4 hom    | 3 off 44 hom    | 0 off 0 hom   |
| ' 1er Brigade hanovrienne'                                                        | Major-General Friedrich von Kielmansegg                                                              | 127 off 3189 hom                             | 0 off 44 hom   | 10 off 169 hom  | 1 off 6 hom   |
| "Field" Bataillon Bremen                                                          | Lieutenant Colonel Wilhelm von Langrehre                                                             | 21 off 512 hom                               | 0 off 5 hom    | 1 off 13 hom    | 0 off 0 hom   |
| "Field" Bataillon 1er Duke of York's Osnabrück                                    | Friedrich Wilhelm Freiherr von Bülow                                                                 | 25 off 607 hom                               | 0 off 20 hom   | 2 off 22 hom    | 0 off 4 hom   |
| Bataillon légère Grubenhagen                                                      | Lieutenant Colonel Baron Friedrich von Wurmb                                                         | 22 off 621 hom                               | 0 off 5 hom    | 4 off 74 hom    | 0 off 0 hom   |
| Bataillon légère Lüneburg                                                         | Lieutenant Colonel August von Klencke                                                                | 22 off 595 hom                               | 0 off 11 hom   | 3 off 42 hom    | 1 off 2 hom   |
| "Field" Bataillon Verden                                                          | Major Julius von Schkopp (de)                                                                        | 26 off 533 hom                               | 0 off 0 hom    | 0 off 0 hom     | 0 off 0 hom   |
| "Field" Jaeger Bataillon (deux compagnies)                                        | Captain de Reden                                                                                     | 10 off 321 hom                               | 0 off 3 hom    | 0 off 18 hom    | 0 off 0 hom   |
| 'Artillerie de la 3e Division'                                                    | Lieutenant Colonel John Suther Williamson (en)                                                       | 13 off 225 hom                               | 0 off 9 hom    | 0 off 17 hom    | 0 off 0 hom   |
| Batterie de Lloyd, Artillerie à Pied.                                             | Major William Lloyd                                                                                  | 5 off 93 hom, 5x9–liv canons 1x5.5 pc ob.    | 0 off 7 hom    | 0 off 8 hom     | 0 off 0 hom   |
| Batterie de Cleeves KGLFA King's German Legion                                    | Captain Andreas Cleeves                                                                              | 6 off 132 hom, 5x9–liv canons 1x5.5 pc ob.   | 0 off 2 hom    | 0 off 9 hom     | 0 off 0 hom   |
| 2e Division néerlandaise (2e Divisie)                                             | Luitenant-Generaal Baron Henri de Perponcher Sedlintsky État-major col. P.H. van Zuylen van Nijevelt | 290 off 7697 hom                             | 3 off 54 hom   | 11 off 325 hom  | 0 off 218 hom |
| ' 1er Brigade' (1re Brigade)                                                      | Generaal-Majoor Guillaume Frédéric de Bylandt                                                        | 121 off 3216 hom                             | 2 off 35 hom   | 6 off 181 hom   | 0 off 185 hom |
| 27e Bataillon Jagers (Bataljon Jagers No. 27)                                     | Luitenant-Kolonel Johann Willem Grunebosch                                                           | 23 off 739 hom                               | 0 off 3 hom    | 1 off 62 hom    | 0 off 33 hom  |
| 7e Bataillon de ligne (Bataljon Infanterie van linie No. 7)                       | Luitenant-Kolonel Frederik Charles van den Sande                                                     | 23 off 666 hom                               | 1 off 6 hom    | 1 off 32 hom    | 0 off 34 hom  |
| 5e Bataillon de Milice Nationale (Bataljon Nationale Militie No. 5)               | Luitenant-Kolonel Jan Johannes Westenberg                                                            | 22 off 454 hom                               | 1 off 14 hom   | 2 off 42 hom    | 0 off 17 hom  |
| 7e Bataillon de Milice Nationale (Bat. Nat. Mil. No. 7)                           | Luitenant-Kolonel Hendrick Singendonck                                                               | 22 off 622 hom                               | 0 off 2 hom    | 1 off 13 hom    | 0 off 77 hom  |
| 8e Bataillon de Milice Nationale(Bat. Nat. Mil. No. 8)                            | Luitenant-Kolonel Wijlbrandis Augustus de Jongh                                                      | 22 off 502 hom                               | 0 off 6 hom    | 1 off 27 hom    | 0 off 23 hom  |
| Batterie d'Artillerie à Pied (Batterij artillerie te voet)                        | Kapitein Emmanuel Joseph Stevenart                                                                   | 3 off 107 hom 6x6–liv. canons, 2x24–liv. ob. | 0 off 4 hom    | 0 off 5 hom     | 0 off 1 hom   |
| Train (Trein)                                                                     | Luitenant Frederik Van Gahlen                                                                        | 2 off 126 hom                                | 0 off 0 hom    | 0 off 0 hom     | 0 off 0 hom   |
| ' 2e Brigade' (2e Brigade)                                                        | Kolonel Bernard de Saxe-Weimar-Eisenach (commandant par intérim)                                     | 154 off 4480 hom                             | 4 off 91 hom   | 3 off 484 hom   | 0 off 203 hom |
| 2e Régiment d'infanterie Nassauvien (Regiment Infanterie van Nassau No. 2)        | Majoor Johann Friedrich Sattler                                                                      | 86 off 2585 hom                              | 1 off 12 hom   | 4 off 91 hom    | 0 off 9 hom   |
| 1er Bataillon (1er Bataljon)                                                      | Kapitein Moritz Büsgen                                                                               | 27 off 835 hom                               | 0 off 5 hom    | 1 off 31 hom    | 0 off 9 hom   |
| 2e Bataillon (2e Bataljon)                                                        | Majoor Philipp von Normann                                                                           | 25 off 819 hom                               | 1 off 4 hom    | 2 off 27 hom    | 0 off 0 hom   |
| 3e Bataillon (3e Bataljon)                                                        | Majoor Gottfried Hechmann                                                                            | 27 off 819 hom                               | 0 off 3 hom    | 1 off 33 hom    | 0 off 0 hom   |
| 28e Régiment "Orange-Nassau" ( Regiment Oranje-Nassau No. 28)                     | Kolonel Bernard de Saxe-Weimar-Eisenach                                                              | 57 off 1625 hom                              | 0 off 5 hom    | 0 off 35 hom    | 0 off 22 hom  |
| 1er Bataillon (1er Bataljon)                                                      | Luitenant-Kolonel Wilhelm Ferdinand von Dressel                                                      | 28 off 835 hom                               | 0 off 1 hom    | 0 off 7 hom     | 0 off 6 hom   |
| 2e Bataillon (2e Bataljon)                                                        | Majoor Christian Philipp Schleyer                                                                    | 22 off 637 hom                               | 0 off 1 man    | 0 off 12 hom    | 0 off 16 hom  |
| Compagnie de chasseurs volontaires (Compagnie vrijwillige jagers 'Oranje-Nassau') | Kapitein Emilius Bergmann                                                                            | 5 off 153 hom                                | 0 off 3 hom    | 0 off 16 hom    | 0 off 0 hom   |
| Batterie d'Artillerie à Cheval (Batterij rijdende artillerie)                     | Kapitein Adriaan van Bijleveld                                                                       | 5 off 100 hom 6x6–liv. canons, 2x24 liv. ob. | 0 off 2 hom    | 1 off 13 hom    | 0 off 1 hom   |
| Train (Trein)                                                                     | Luitenant Gert van der Hoeven                                                                        | 2 off 109 hom                                | 0 off 0 hom    | 0 off 5 hom     | 0 off 1 hom   |

### IIeCorps
| Unité                                                         | Commandant                                             | Effectif                 | Tués        | Blessés     | Disparus    |
| ------------------------------------------------------------- | ------------------------------------------------------ | ------------------------ | ----------- | ----------- | ----------- |
| IIe Corps                                                     | Lieutenant General Sir Rowland Hill, 1st Viscount Hill | 11 off 193 hom, 6 canons | 0 off 0 hom | 2 off 6 hom | 0 off 0 hom |
| 1er Compagnie Batterie de Sympher KGLHA, King's German Legion | Captain Augustus Sympher                               | 5 off 193 hom            | 0 off 0 hom | 2 off 6 hom | 0 off 0 hom |
| 'Artillerie'                                                  | Major Heinrich Heise                                   | 12 off 191 hom           | 0 off 0 hom | 0 off 0 hom | 0 off 0 hom |
| Batterie de Rogers, Artillerie à Pied                         | Captain Thomas Rogers                                  | 5 off 90 hom             | 0 off 0 hom | 0 off 0 hom | 0 off 0 hom |
| Artillerie à Pied Hanovrienne de Braun                        | Captain Wilhelm Braun                                  | 4 off 101 hom            | 0 off 0 hom | 0 off 0 hom | 0 off 0 hom |

### Réserve
Commandée par Lord Wellington
| Unité                                                        | Commandant                                                  | Effectif         | Tués           | Blessés        | Disparus     |
| ------------------------------------------------------------ | ----------------------------------------------------------- | ---------------- | -------------- | -------------- | ------------ |
| 5e Division                                                  | Lieutenant General Sir Thomas Picton                        | 312 off 4792 hom | 6 off 84 hom   | 49 off 531 hom | 3 off 27 hom |
| '8e Brigade'                                                 | Major General Sir James Kempt                               | 167 off 2348 hom | 4 off 68 hom   | 44 off 522 hom | 1 off 0 hom  |
| 1er Bataillon, 28e Régiment de Ligne (North Gloucestershire) | Colonel Sir Charles Paul Belson (en) K.C.B.                 | 39 off 580 hom   | 0 off 11 hom   | 4 off 60 hom   | 0 off 0 hom  |
| 1er Bataillon, 32e Régiment de Ligne (Cornwall)              | Major (Brevet Lieutenant Colonel) John Hicks                | 44 off 605 hom   | 2 off 21 hom   | 20 off 153 hom | 0 off 0 hom  |
| 79e Régiment de Ligne (Cameron Highlanders)                  | Lieutenant-Colonel Neil Douglas                             | 46 off 656 hom   | 2 off 28 hom   | 16 off 258 hom | 1 off 0 hom  |
| 1er Bataillon, 95e Régiment de Ligne (Tirailleurs)           | Lieutenant-Colonel (Brevet Colonel) Sir Andrew Barnard (en) | 35 off 507 hom   | 0 off 8 hom    | 4 off 51 hom   | 0 off 0 hom  |
| '9e Brigade'                                                 | Major General Sir Denis Pack                                | 177 off 2133 hom | 18 off 107 hom | 57 off 728 hom | 0 off 17 hom |
| 3e Bataillon, 1er Régiment de Ligne (The Royal Scots)        | Lieutenant Colonel Colin Campbell                           | 52 off 588 hom   | 6 off 60 hom   | 12 off 180 hom | 0 off 0 hom  |
| 42e (Royal Highland) Régiment de Ligne, "Black Watch"        | Lieutenant-Colonel Sir Robert Macara (en) K.C.B.            | 39 off 550 hom   | 3 off 42 hom   | 14 off 228 hom | 0 off 0 hom  |
| 2e Bataillon, 44e Régiment de Ligne (East Essex)             | Lieutenant-Colonel John Miller Hamerton (en)                | 36 off 427 hom   | 2 off 10 hom   | 15 off 94 hom  | 0 off 17 hom |
| 92e Régiment de Ligne (Gordon Highlanders)                   | Lieutenant-Colonel John Cameron of Fassifern (en)           | 47 off 568 hom   | 6 off 35 hom   | 16 off 226 hom | 0 off 0 hom  |
| '4e Brigade hanovrienne'                                     | Colonel Charles Best                                        | 140 off 2444 hom | 2 off 16 hom   | 4 off 39 hom   | 2 off 27 hom |
| Landwehr-Bataillon Lüneburg                                  | Lieutenant Colonel Ludwig von Ramdohr                       | 24 off 582 hom   | 0 off 4 hom    | 2 off 8 hom    | 0 off 4 hom  |
| Landwehr-Bataillon Minden                                    | Major Ferdinand von Schmid                                  | 37 off 590 hom   | 0 off 6 hom    | 0 off 14 hom   | 0 off 13 hom |
| Landwehr-Bataillon Osterode                                  | Major Claus von Reden                                       | 35 off 621 hom   | 1 off 1 man    | 0 off 3 hom    | 0 off 0 hom  |
| Landwehr-Bataillon Verden                                    | Major Christoff von der Decken                              | 34 off 556 hom   | 1 off 5 hom    | 2 off 14 hom   | 2 off 10 hom |

### Corps Brunswickois
Frédéric-Guillaume de Brunswick-Wolfenbüttel (tué)
| Unité                                       | Commandant                                     | Effectif                    | Tués         | Blessés        | Disparus      |
| ------------------------------------------- | ---------------------------------------------- | --------------------------- | ------------ | -------------- | ------------- |
| Corps Brunswickois                          | Lieutenant General SAS Duc de Brunswick        | 213 off 5686 hom, 16 canons | 4 off 85 hom | 16 off 468 hom | 0 off 179 hom |
| Brunswick Advant-Garde                      | Major von Rauschenplatt                        | 25 off 647 hom              | 0 off 9 hom  | 4 off 43 hom   | 0 off 0 hom   |
| ' 1er Brigade'                              | Lieutenant-Colonel Wilhelm Treusch von Buttlar | 94 off 2597 hom             | 0 off 33 hom | 8 off 158 hom  | 0 off 57 hom  |
| Bataillon de Garde                          | Major Frederich von Pröstler                   | 25 off 647 hom              | 0 off 15 hom | 5 off 106 hom  | 0 off 18 hom  |
| 1er Bataillon d'Infanterie légère           | Major von Holstei                              | 23 off 649 hom              | 0 off 0 hom  | 0 off 3 hom    | 0 off 22 hom  |
| 2e Bataillon d'Infanterie légère            | Major Heinrich von Brandenstein                | 21 off 652 hom              | 0 off 18 hom | 3 off 49 hom   | 0 off 17 hom  |
| 3e Bataillon d'Infanterie légère            | Major von Ebeling                              | 23 off 649 hom              | 0 off 0 hom  | 0 off 0 hom    | 0 off 0 man   |
| ' 2e Brigade'                               | Lieutenant-Colonel Frederich von Specht        | 77 off 1942 hom             | 3 off 43 hom | 4 off 267 hom  | 0 off 122 hom |
| 1er Bataillon de Ligne                      | Major Metzner                                  | 23 off 649 hom              | 1 off 16 hom | 2 off 86 hom   | 0 off 29 hom  |
| 2e Bataillon de Ligne                       | Major von Strombeck                            | 27 off 646 hom              | 2 off 23 hom | 1 off 162 hom  | 0 off 46 hom  |
| 3e Line Bataillon de Ligne                  | Major Gustavus von Normann                     | 25 off 647 hom              | 0 off 4 hom  | 1 off 19 hom   | 0 off 47 hom  |
| 'Artillerie'                                | Major August Mahn                              | 11 off 500 hom              | 0 off 0 hom  | 0 off 0 hom    | 0 off 0 hom   |
| Batterie d'Artillerie à Cheval de Heinemann | Captain Manfred von Heinemann (de)             | 5 off 289 hom               | 0 off 0 hom  | 0 off 0 hom    | 0 off 0 hom   |
| Batterie d'Artillerie à Pied de Moll        | Major Johann Moll                              | 5 off 211 hom               | 0 off 0 hom  | 0 off 0 hom    | 0 off 0 hom   |

### Corps de Cavalerie
| Unité                                                          | Commandant                                             | Effectif                   | Tués         | Blessés      | Disparus     |
| -------------------------------------------------------------- | ------------------------------------------------------ | -------------------------- | ------------ | ------------ | ------------ |
| Corps de Cavalerie anglo-alliée                                | Lieutenant General Lord Uxbridge                       | 122 off 1870 hom, 0 canons | 3 off 33 hom | 5 off 79 hom | 0 off 96 hom |
| 'Cavalerie du Corps brunswickois'                              | Major Von Cramm                                        | 50 off 872 hom             | 2 off 19 hom | 2 off 37 hom | 0 off 45 hom |
| 2e Régiment de Hussards                                        | Major von Cramm                                        | 34 of 656 hom              | 2 off 15 hom | 2 off 27 hom | 0 off 23 hom |
| Uhlans (1 Escadron)                                            | Major Carl Pott                                        | 16 off 216 hom             | 0 off 4 hom  | 0 off 10 hom | 0 off 22 hom |
| '3e Brigade légère' (3e Brigade Lichte Cavalerie)              | Generaal-Majoor Jean Baptiste Baron van Merlen         | 65 off 998 hom             | 1 off 14 hom | 3 off 42 hom | 0 off 51 hom |
| 5e Régiment Dragons légères (Regiment lichte dragonders No. 5) | Luitenant-Kolonel Edouard A. J. G. de Mercx de Corbais | 26 off 395 hom             | 0 off 6 hom  | 1 off 23 hom | 0 off 14 hom |
| 6e Régiment de Hussards (Regiment Huzaren van Boreel)          | Luitenant-Kolonel jonkheer Willem François Boreel      | 36 off 603 hom             | 1 off 8 hom  | 2 off 19 hom | 0 off 37 hom |

## L'Armée française

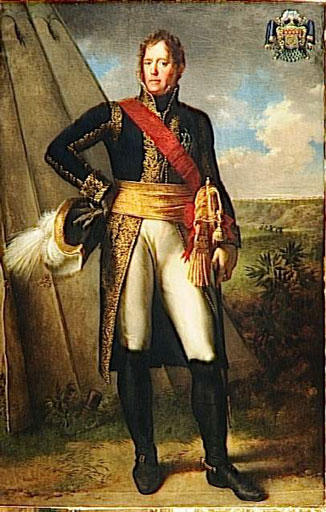
Maréchal Michel Ney, Duc d'Elchingen, Prince de Moskowa

Le Maréchal Michel Ney, Duc d'Elchingen, Prince de Moskowa

### IIeCorps
Gen de Division Reille
| Division                                               | Brigade                                        | Régiments et autres |
| ------------------------------------------------------ | ---------------------------------------------- | --- |
| 5e Division Gen de Division Bachelu                    | 1er Brigade Gen de Brigade Husson              | - 1er Btn, 2e Régiment Légère (578) - 2e Btn, 2e Régiment Légère (569) - 3e Btn, 2e Régiment Légère (577) - 4e Btn, 2e Régiment Légère (570) - 1er Btn, 61e Régiment Ligne (423) - 2e Btn, 61e Régiment Ligne (407)                      |
| 5e Division Gen de Division Bachelu                    | 2e Brigade Gen de Brigade Baron Campi          | - 1er Btn, 72e Régiment Ligne (483) - 2e Btn, 72e Régiment Ligne (487) - 1er Btn, 108e Régiment Ligne (415) - 2e Btn, 108e Régiment Ligne (406) - 3e Btn, 108e Régiment Ligne (251)                                                      |
| 5e Division Gen de Division Bachelu                    | Artillerie Cpt Deshailles                      | - 18e Batterie, 6e Artie (six 6 liv., deux 5.5" ob.) |
| 6e Division Gen de Division Prince Jérôme Bonaparte    | 1er Brigade Gen de Brigade Bauduin             | - 1er Btn, 1er Régiment Légère (625 env) - 2e Btn, 1er Régiment Légère (625 env) - 3e Btn, 1er Régiment Légère (600 env) - 1er Btn, 3e Régiment Ligne (600 env) - 2e Btn, 3e Régiment Ligne (600 env)                                    |
| 6e Division Gen de Division Prince Jérôme Bonaparte    | 2e Brigade Gen de Brigade Soye                 | - 1er Btn, 1er Régiment Ligne (625 env) - 2e Btn, 1er Régiment Ligne (600 env) - 3e Btn, 1er Régiment Ligne (600 env) - 1er Btn, 2e Régiment Ligne (600 env) - 2e Btn, 2e Régiment Ligne (600 env) - 3e Btn, 2e Régiment Ligne (575 env) |
| 6e Division Gen de Division Prince Jérôme Bonaparte    | Artillerie Cpt Barbaux                         | - 3e Btie, 2e Artie (six 6 liv., deux 5.5" ob.) |
| 9e Division Gen de Division Maximilien Sébastien Foy   | 1er Brigade Gen de Brigade Gauthier            | - 1er Btn, 92e Régiment Ligne (553) - 2e Btn, 92e Régiment Ligne (472) - 1er Btn, 93e Régiment Ligne (471) - 2e Btn, 93e Régiment Ligne (472)                                                                                            |
| 9e Division Gen de Division Maximilien Sébastien Foy   | 2e Brigade Gen de Brigade Baron Jamin          | - 1er Btn, 100e Régiment Ligne (423) - 2e Btn, 100e Régiment Ligne (424) - 3e Btn, 100e Régiment Ligne (246) - 1er Btn, 4e Régiment Légère (533) - 2e Btn, 4e Régiment Légère (536) - 3e Btn, 4e Régiment Légère (535)                   |
| 9e Division Gen de Division Maximilien Sébastien Foy   | Artillerie Cpt Tacon                           | * 1er Btie, 6e Artie (six 6 liv., deux 5.5" ob.) |
| 2e Division de Cavalerie Gen de Division Comte de Piré | 1er Brigade Gen de Brigade Baron Huber         | - 1erRégiment Chasseurs (485) - 6e Régiment Chasseurs (560) |
| 2e Division de Cavalerie Gen de Division Comte de Piré | 2e Brigade Gen de Division Wathier             | - 5e Régiment Lanciers (412) - 6e Régiment Lanciers (381) |
| 2e Division de Cavalerie Gen de Division Comte de Piré | Artillerie Cpt Gronnier                        | - 2e Btie, 4e Artie à ch. (quatre 6 liv., deux 6" ob.) |
| Corps d'Artillerie Baron Pelletier                     | - 7e Btie, 2e Artie (six 12 liv., deux 6" ob.) | |

### Cavalerie duIIIeCorps
Gen de Corps d'Armee François-Étienne Kellermann.
| Division                                                                            | Brigade                                                             | Régiments et autres                                              |
| ----------------------------------------------------------------------------------- | ------------------------------------------------------------------- | ---------------------------------------------------------------- |
| 11e Division de cavalerie Gen de Division Baron L'Heritier                          | 1er Brigade Gen de Brigade Picquet                                  | - 2e Régiment Dragons (585) - 7e Régiment Dragons (516)          |
| 11e Division de cavalerie Gen de Division Baron L'Heritier                          | 2e Brigade Gen de Brigade Guiton                                    | - 8e Régiment Cuirassiers (425) - 11e Régiment Cuirassiers (325) |
| 11e Division de cavalerie Gen de Division Baron L'Heritier                          | Artillerie Cpt Marcillac                                            | - 3e Btie, 2e Artie à ch. (quatre 6 liv., deux 5.5" ob.)         |
| Division de Cavalerie légère de la Garde Impériale Gen Charles Lefebvre-Desnouettes | - Régiment Lanciers (880) - Régiment Chasseurs et Mamelouks (1,197) |                                                                  |